# Char Renault FT
 (septembre 2014).
Le char Renault FT (souvent improprement nommé FT17 ou FT-17 qui est le nom donné par l'armée allemande dans un Taschenbuch der Tanks (« livre d'identification ») des années 1930, qui classifie les blindés ennemis) a été le véhicule de combat blindé et chenillé le plus efficace de la Première Guerre mondiale. Environ 3 700 chars FT sortirent d'usine en dix-huit mois, la plupart fabriqués chez Renault, mais aussi chez Berliet, Somua et Delaunay-Belleville.
Le Renault FT allait définir le type même du char de combat moderne : armement en tourelle pivotante tous azimuts, groupe moteur situé à l'arrière et chenilles débordantes à l'avant. Le char Renault FT a été fabriqué sous licence aux États-Unis (950 chars) à partir de 1918, puis utilisé par l'armée américaine pendant les années 1920-1930 sous le nom de « 6 Ton Tank ». 
Une copie fut fabriquée en Italie sous le nom de Fiat 3000 dans les années 1920.
Enfin, il fut adopté et utilisé à la même époque par l'URSS sous le nom de « Russki Reno ».
Le Renault FT est resté en service réduit dans l'armée française jusqu'au début de la Seconde Guerre mondiale. Il fut utilisé en petit nombre par la Wehrmacht, après 1940, à des tâches de maintien de l'ordre et d'entraînement.

## Présentation
Pour compléter la gamme des chars Schneider ou Saint-Chamond expérimentés en 1916, le colonel Estienne, pionnier de l'aviation militaire mais aussi père du char de combat français, préconisa un blindé léger construit en très grand nombre afin de saturer les défenses ennemies. Le but était de franchir les réseaux de fils de fer barbelés puis de supprimer les nids de mitrailleuses ennemies, malgré le caractère chaotique du champ de bataille.

### Description
L'automitrailleuse à chenilles Renault FT, premier char équipé d'une tourelle pivotante à 360°, constituait une révolution dans l'armée blindée naissante. Par la suite, les tourelles de char pivotantes sont devenues quasiment universelles. L'armement du Renault FT était constitué soit d'un canon de 37 mm Puteaux SA 18 à culasse semi-automatique et lunette de visée, soit d'une mitrailleuse Hotchkiss modèle 1914.
Par la disposition de son armement, il rompait avec la formule du char casemate, retrouvant la proposition méconnue du lieutenant autrichien Gunther Burstyn (de) en 1911.
Les chenilles à 32 patins étaient constamment et automatiquement maintenues en état de tension. Les deux poulies de renvoi étaient en bois « mosaïque », c'est-à-dire formé de plusieurs pièces assemblées par des coins et cerclées de fer, disposition qui leur permettait de continuer leur service même lorsqu'elles avaient été frappées par un projectile et qui les préservait en même temps du gauchissement. Il existait également une poulie à sept rayons venue en fonte et munie d'un carter en tôle (poulie Berliet).
L'alimentation en carburant (essence) et en huile moteur s'effectuait par deux pompes maintenues sous pression, ce qui permettait le fonctionnement normal du moteur dans les pentes les plus raides et les plus difficiles.

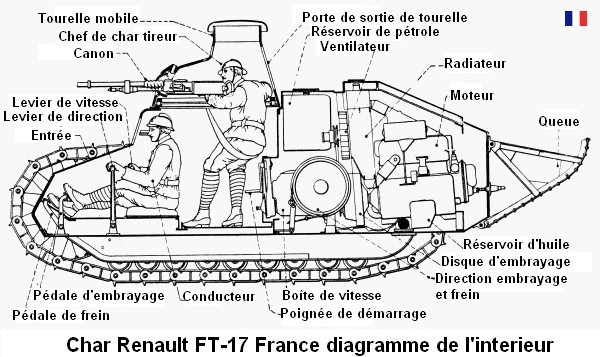
Diagramme de l’intérieur du char Renault FT.
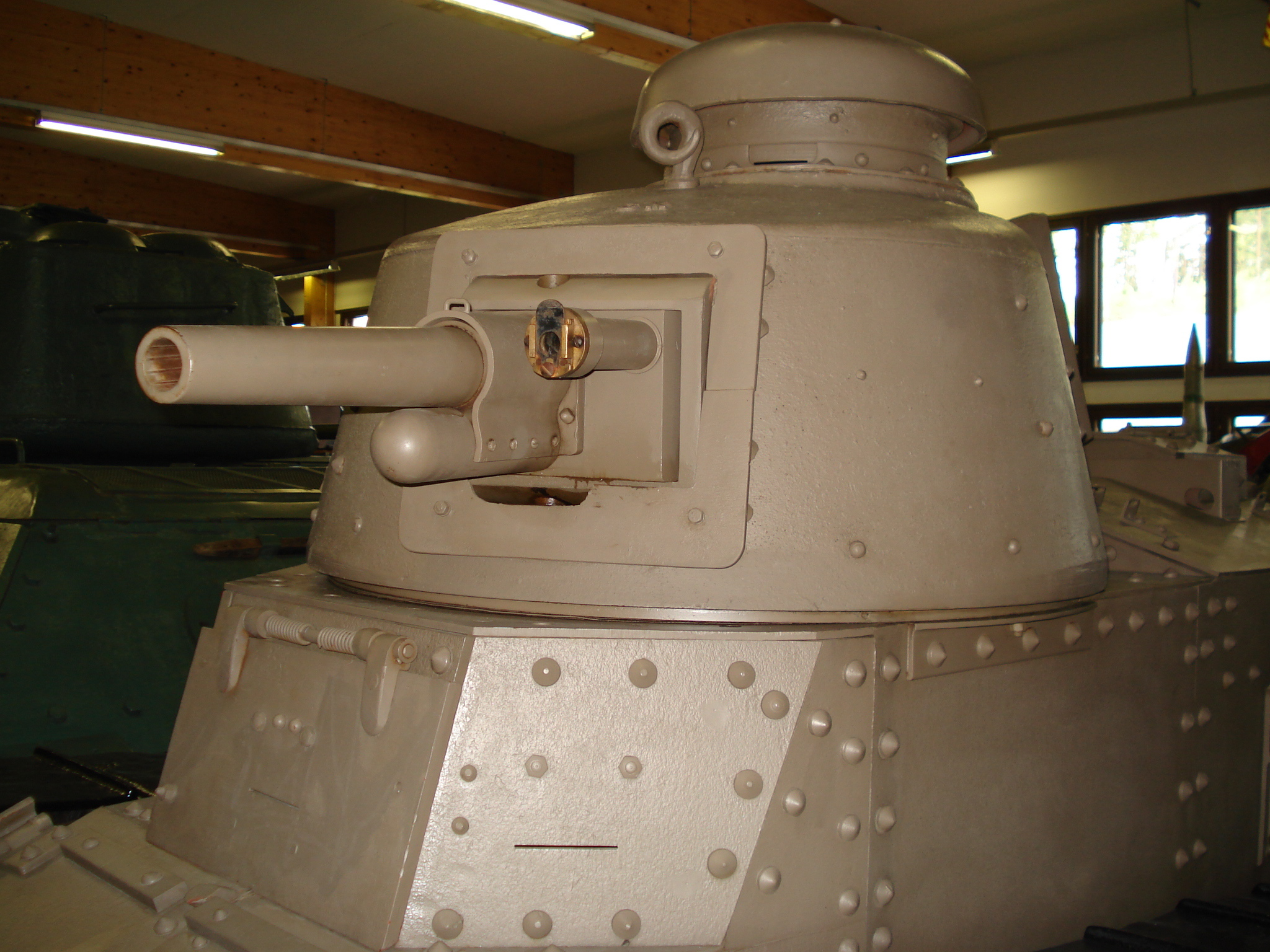
Tourelle d'un char Renault FT équipée du canon de 37 mm.
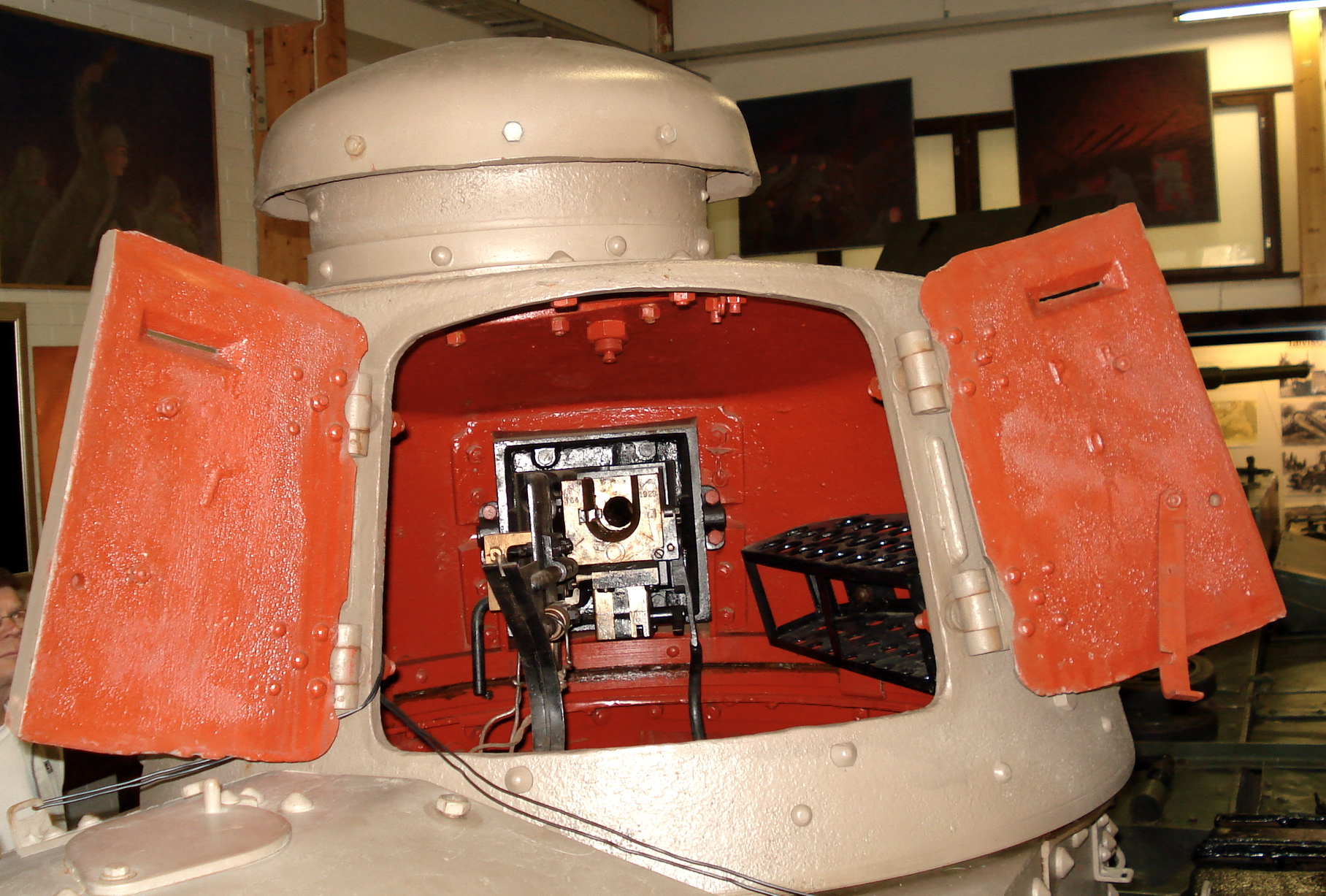
Intérieur de la tourelle du char Renault FT.
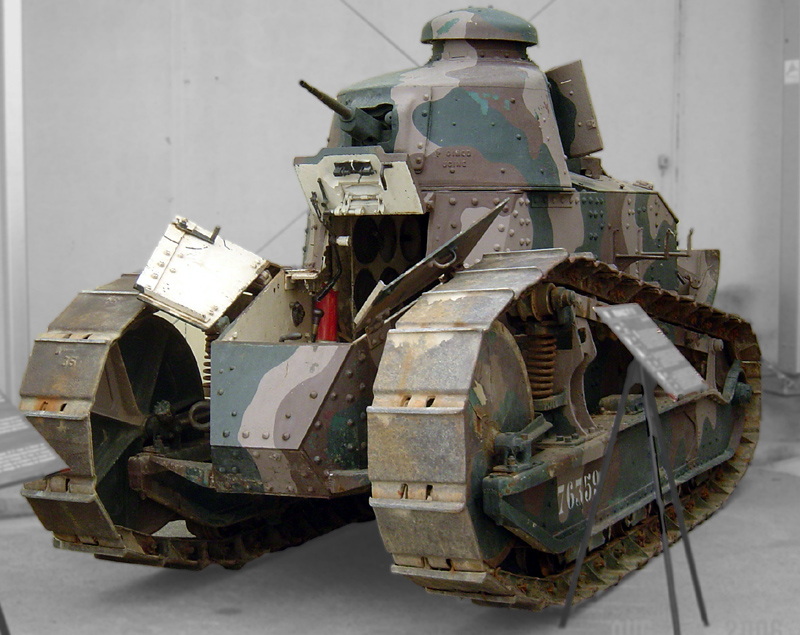
Char Renault FT exposé au musée des blindés de Saumur.

### Production
Louis Renault et un de ses ingénieurs, Rodolphe Ernst-Metzmaier, prirent une part décisive dans la création de ce qui fut le premier char de combat à dispositions modernes : tourelle rotative à 360 degrés, groupe moteur/boîte de vitesses à l'arrière du char, enfin chenilles débordant largement à l'avant.
Les caractéristiques détaillées du char Renault FT furent proposées à l'armée par Renault dès novembre 1916. Un premier prototype fonctionnel fut essayé par Louis Renault devant une commission militaire en mars 1917. Cette démonstration fut suivie par deux commandes fermes : la première en avril 1917 et l'autre en juin de la même année. Louis Renault est alors très optimiste et s'engage à livrer 2 000 FT entre juillet et novembre 1917 soit 400 par mois, mais l'entreprise ne réussit qu'en livrer effectivement que 84 durant l'année 1917. Ce qui conduisit l'armée française à demander à Peugeot de travailler également sur un char Peugeot qui n'a finalement pas été retenu, la production du FT dépassant les 200 par mois en 1918.
Des sources indiquent en 1990 qu'au moins 3 530 exemplaires furent produits, et peut-être plus de 3 700. En 2009, une compilation de dossiers indique jusqu’à un maximum 4 398 unités. À la date du 15 janvier 1919, 3 660 Renault FT avaient été livrés au Ministère de la Guerre  et l'armée française dispose, après 485 pertes au combats et entre 422 et 427 livraisons à des pays étrangers, de 3 491 chars légers le 20 janvier 1920.
Au tout début, en 1917, ces chars de combat étaient équipés d'une tourelle moulée, qui fut remplacée par une tourelle octogonale et rivetée appelée « tourelle Berliet ». Enfin, une nouvelle tourelle arrondie et moulée (tourelle Girod) suivit en 1918. Aux États-Unis, 950 exemplaires furent construits sous licence, la plupart après la guerre.
Les lettres « FT » ont fait l'objet d'interprétations diverses : « Faible Tonnage », « Faible Taille », voire « Franchisseur de Tranchées ». Si ces noms peuvent représenter des moyens mnémotechniques, ils ne traduisent cependant pas la réalité, qui est plus banale : il s'agit d'un code chronologique de la production Renault à l'époque. Le modèle précédent était « FS » et le suivant « FU » (ce dernier est un camion destiné au transport du Renault FT). Ce char n'a jamais porté pendant la Première Guerre mondiale ni le nom de « FT 17 » ni « FT 18 ».

### Équipage et inconvénients techniques

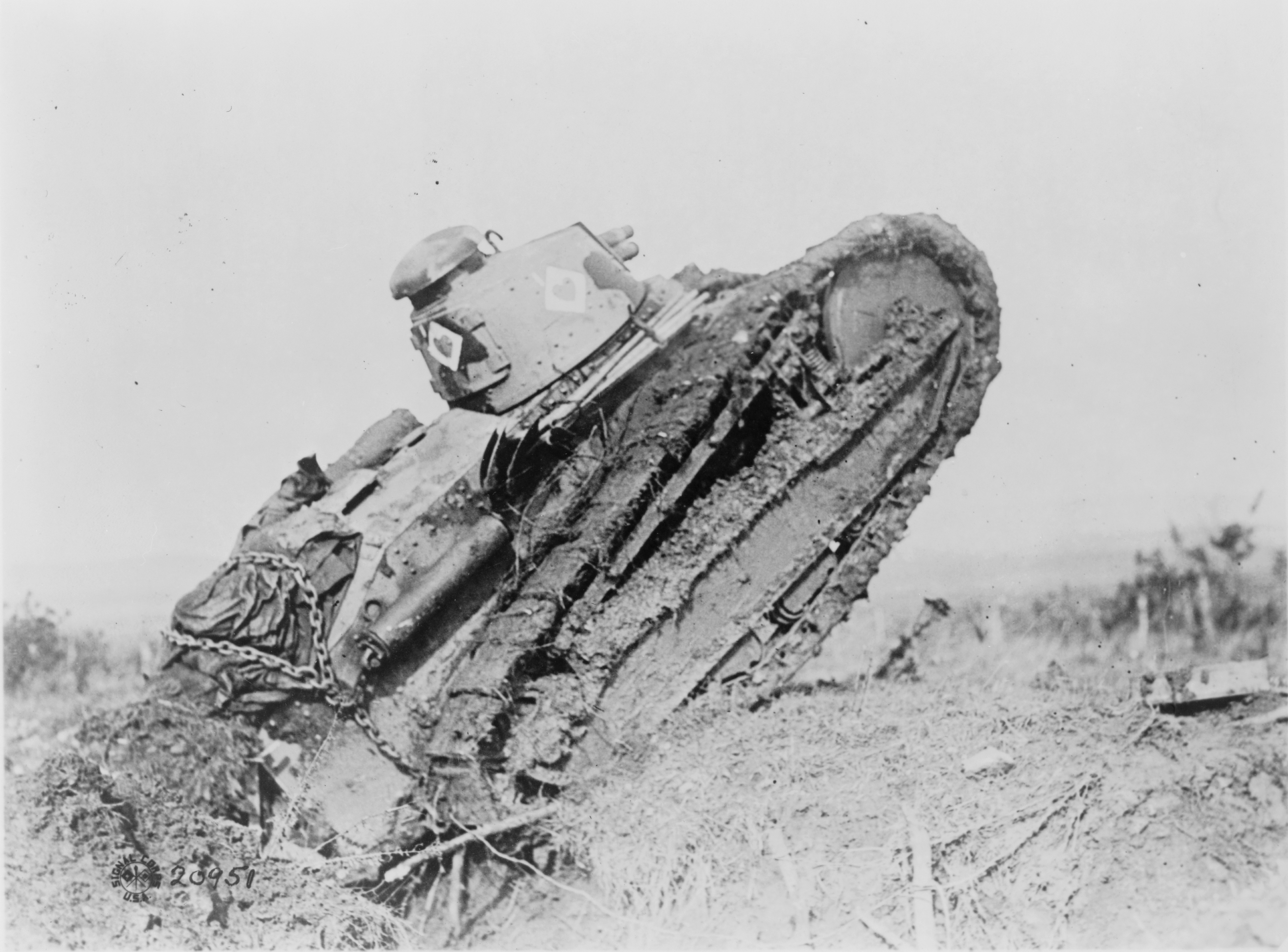
Char Renault FT franchissant une tranchée (1917 ou 1918).

Très rustique par rapport aux chars des années 1930 qu'il a côtoyés durant la Seconde Guerre mondiale, le Renault FT est manœuvré par un équipage de deux personnes, un chef de char/tireur et un conducteur. Le chef de char est soit debout, soit assis sur une sangle, juste derrière le conducteur. En raison de l'absence de système de communication interne et de cloison entre le poste de conduite et la tourelle pivotante sur 360 degrés (innovation technique), le chef de char donne ses ordres au conducteur en appuyant l'un de ses genoux contre son dos pour changer de direction, et en tapant sur son casque pour démarrer ou s'arrêter.
L'air de refroidissement du radiateur est aspiré par le ventilateur du moteur à travers le compartiment avant et le sommet de la tourelle, renouvelant sans arrêt l'atmosphère intérieure. Néanmoins, le char Renault FT se caractérise par la dureté, voire la quasi-absence, de sa suspension. Lors des franchissements, le conducteur joue avec l'embrayage et le frein pour éviter une chute brutale du char en avant, dommageable pour les vertèbres de l'équipage. De même, le conducteur doit être prudent en tout-terrain. L'étroitesse de la caisse et le centre de gravité relativement élevé peuvent entraîner un basculement latéral ou un retournement. Les premiers chars Renault FT furent également affectés par des problèmes de refroidissement du moteur, dus à des défaillances de la courroie de ventilateur, à l'origine en cuir.

## Engagements

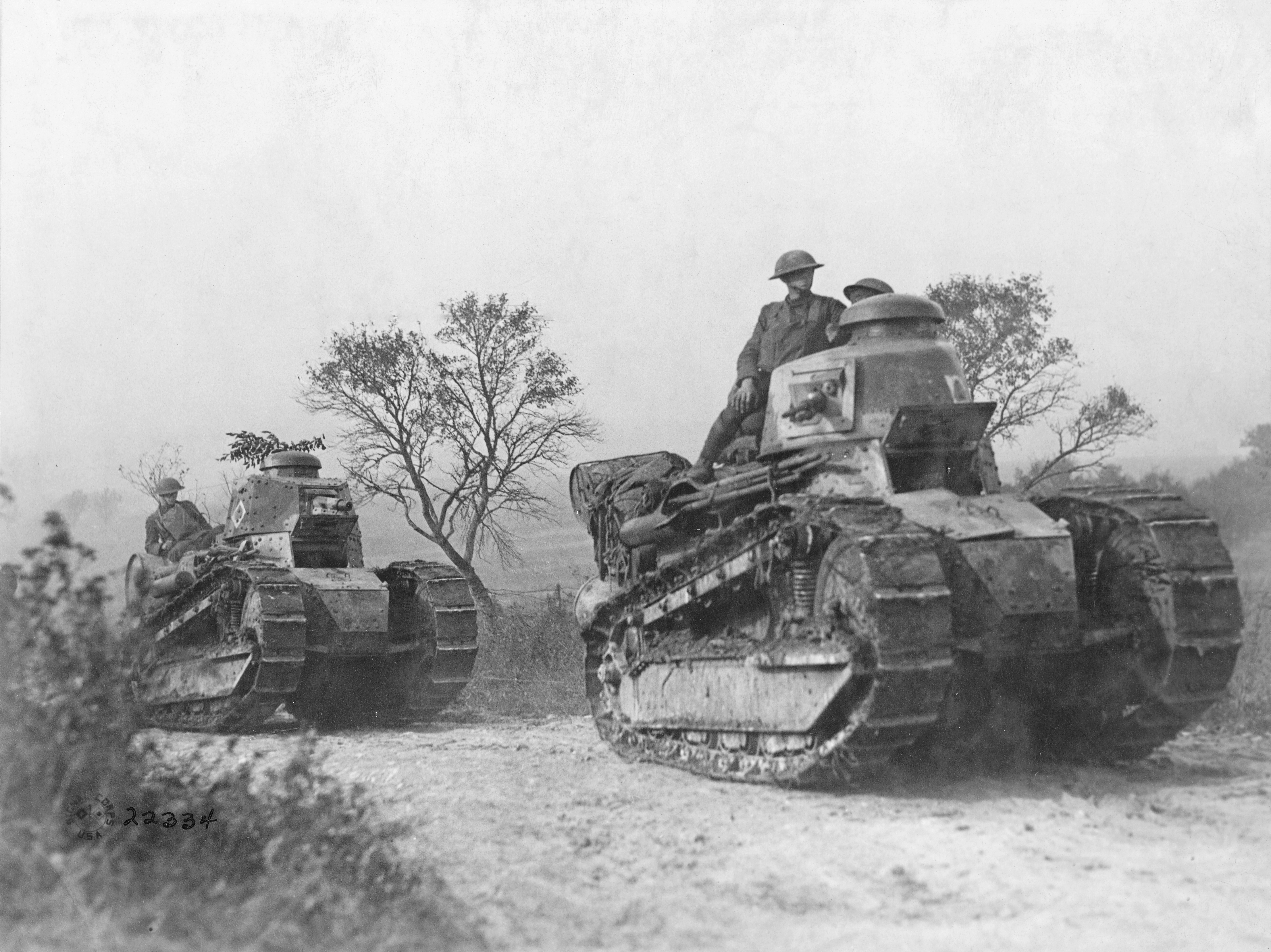
Chars Renault FT et soldats américains en Argonne (septembre 1918).

Le char Renault FT fut engagé pour la première fois le 31 mai 1918 à partir de Saint-Pierre-Aigle en direction de Ploisy-Chazelle, pendant la troisième bataille de l'Aisne. Puis il fut employé en formations de plus en plus nombreuses et de plus en plus efficaces, en compagnie des chars Schneider CA1 et Saint-Chamond restants, jusqu'à l'armistice du 11 novembre 1918, date à laquelle il équipe vingt-et-un bataillons. Le char Renault FT fut le char de combat le mieux conçu de toute la guerre, à la fois efficace, économique et adapté à la production industrielle de masse. Il joua un rôle prépondérant dans les offensives de 1918 au cours desquelles il reçut le nom populaire de « char de la victoire ».
Après la guerre, il fut exporté dans de nombreux pays (Afghanistan ,Finlande (30), Estonie, Lituanie, Pologne (120 au 20 janvier 1920), Roumanie (76 en 1919), Yougoslavie, Tchécoslovaquie, Suisse (2 pour essais en 1921), Espagne (1 pour essais), Belgique, Pays-Bas, Brésil (12 au 20 janvier 1920), république de Chine, empire du Japon et Sublime État de Perse) et construit sous licence aux États-Unis à 950 exemplaires à partir d'octobre 1918 sous le nom de 6 Ton Tank ou char léger M1917. Les chars FT furent ainsi utilisés par la plupart des pays possédant une force blindée, en tant que char principal. Ils prirent part à de nombreux conflits ultérieurs tels que la guerre civile russe, la guerre polono-soviétique, la grande révolte syrienne, la guerre civile chinoise, la guerre du Rif et la guerre civile espagnole. L’Italie produisit un char presque identique, le Fiat 3000.
Les chars FT furent aussi utilisés au début de la Seconde Guerre mondiale, entre autres par la France et la Pologne, bien qu'ils fussent complètement obsolètes. Au 1er septembre 1939, il en existait encore 2 850 dans l'armée française mais plus d’un millier étaient dépourvus d’armement à la suite du prélèvement de leurs canons de 37 SA-18, récupérés pour équiper les chars légers de la génération suivante, les Renault R35, Hotchkiss H35 et FCM 36. La Wehrmacht en récupéra 1 704 à l'armistice de 1940. L'armée d'occupation les utilisa encore comme « Beutepanzer » (chars de butin) pour des opérations de répression, notamment pendant la libération de Paris en août 1944.

## Variantes
- FT mitrailleuse avec une mitrailleuse Hotchkiss modèle 1914 8 mm (4 800 coups) – environ 3/5 des chars produits.
- FT canon avec un canon court de 37 mm Puteaux SA-18 – environ 1/3 des chars produits.
- FT 75BS – canon autotracté avec un 75 mm BS (Blockhaus Schneider) – au moins 39 chars.
- TSF – char de commandement équipé d'une radio, pas d'armement, trois hommes d'équipage, au moins 188 produits.
- FT avec une mitrailleuse Reibel Châtellerault MAC31 de 7,5 mm – 1 580 modifiés avant la Seconde Guerre mondiale à partir de 1931.
- Tank Model 1917 ou M1917 light tank – copie semblable, produite aux États-Unis à 950 exemplaires. Utilisé par l'armée américaine et le Canada.
- Fiat 3000 variante italienne utilisée dans les années 1920. Nombre produit : 140.
- Renault russe (Russki Reno) – produit par Renault puis modifié en URSS. Nombre utilisé : 116.

Constructeurs : Chars Renault FT livrés au 11 novembre 1918 (la commande totale est entre parenthèses) : 
- Renault 1850 (3 940 exemplaires) ;
- Berliet 800 (1 995) ;
- Somua 600 (1 135) ;
- Delaunay-Belleville 280 (750).

Caractéristiques :
- Élévation armement tourelle : + 35° à − 20° ;
- Consommation : 160 L aux 100 km ;
- Largeur chenilles : 0,34 m ;
- Garde au sol : 0,43 m ;
- Obstacle vertical : 0,60 m ;
- Pente : 10° ;
- Passage à gué : 0,70 m ;
- Franchissement : 1,35 m.

## Galerie

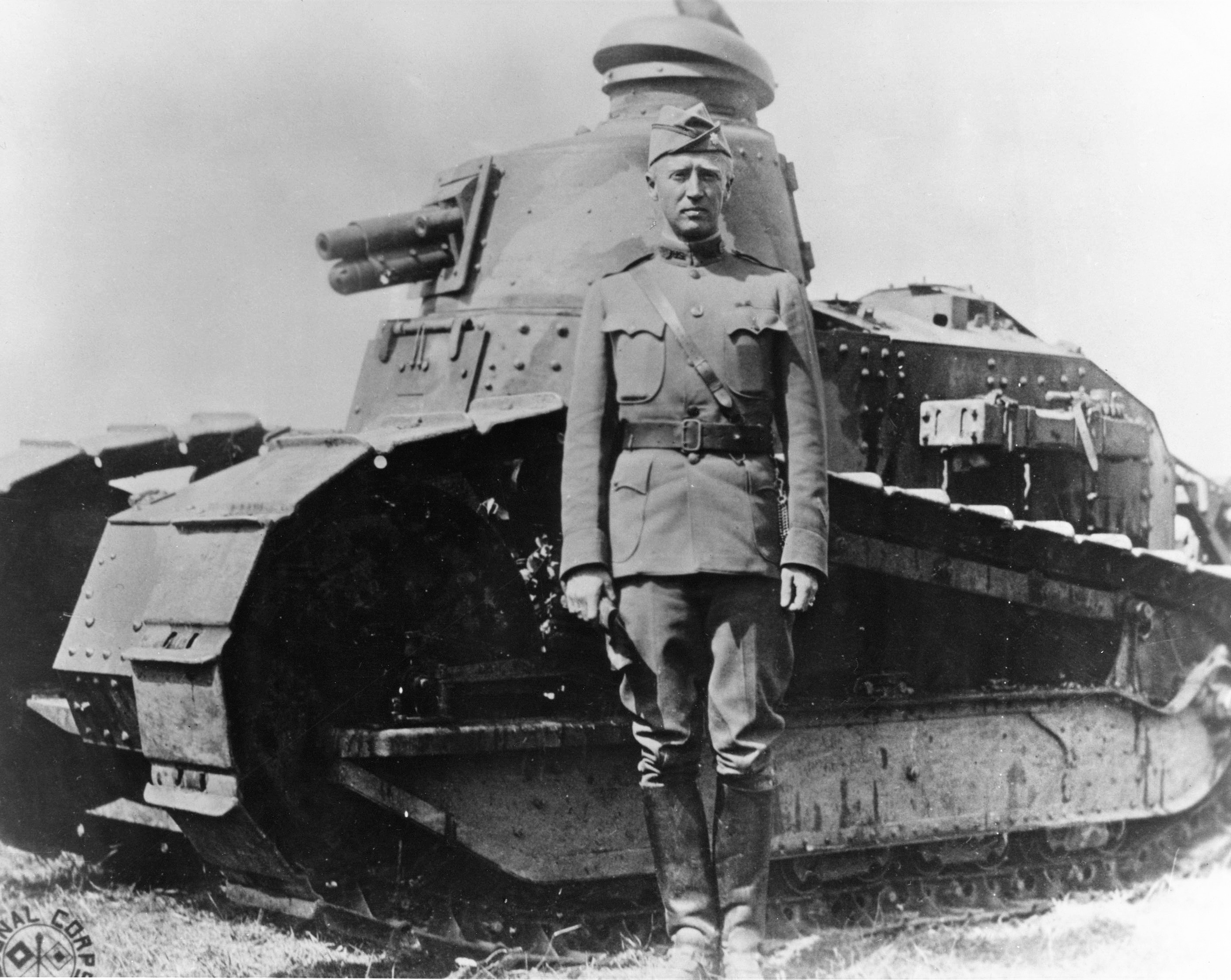
George Patton devant un char Renault FT sur lequel il a combattu.
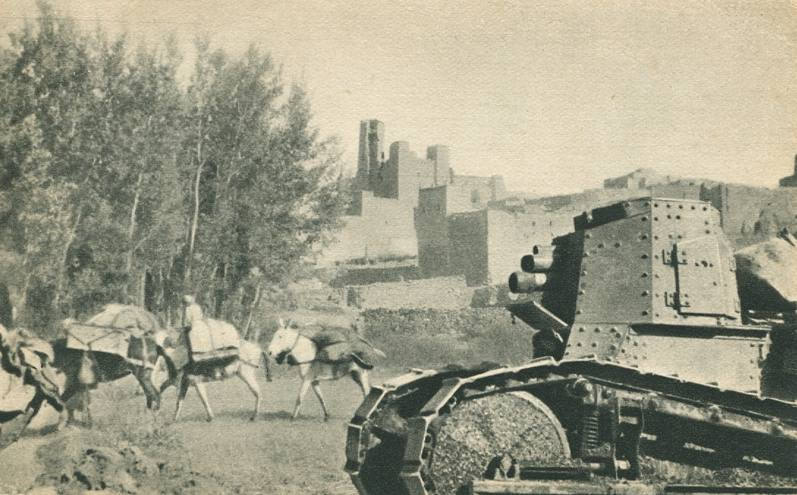
Renault FT 75BS, à Goulmima (Maroc), années 1930.
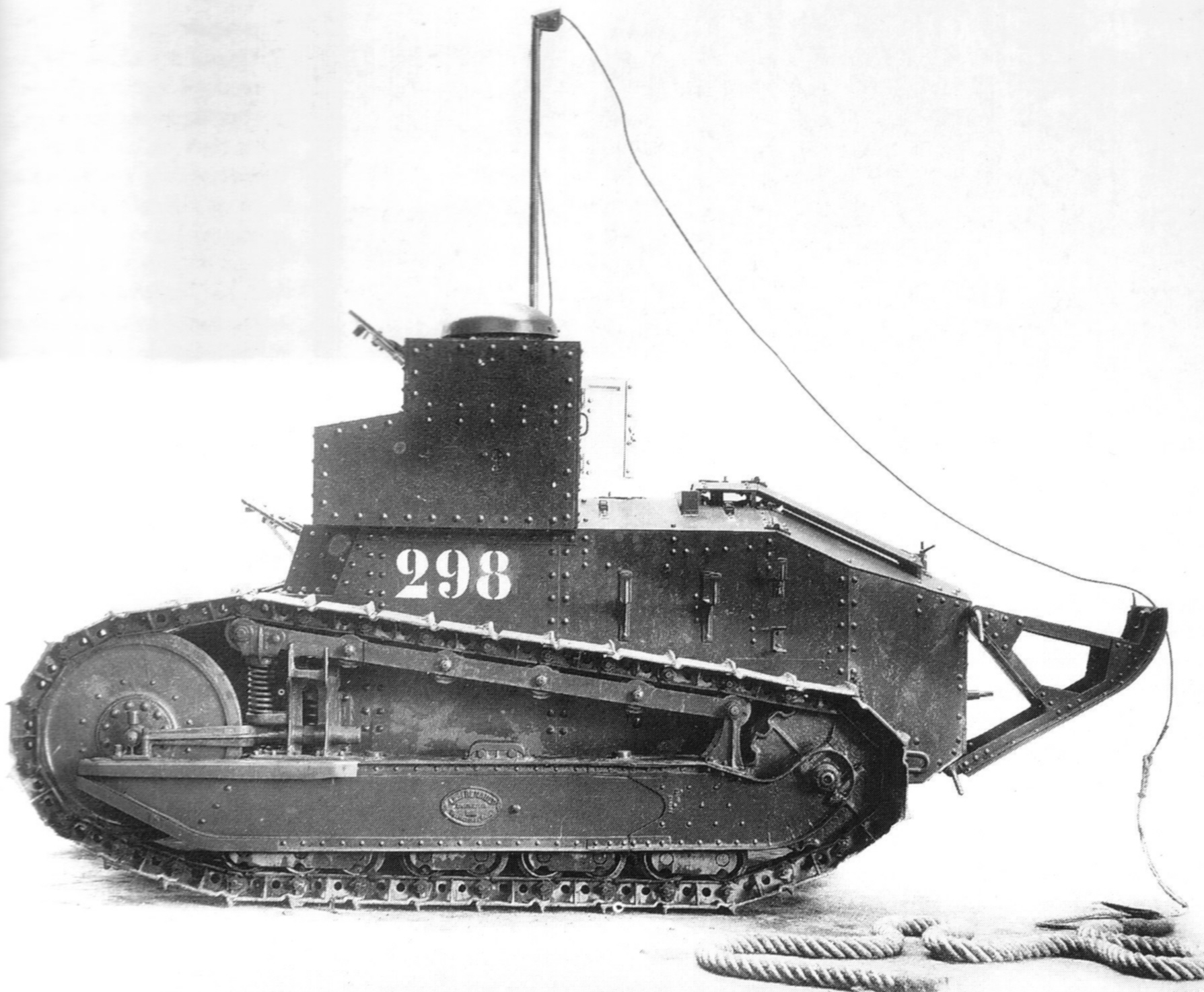
Renault FT TSF (radio).
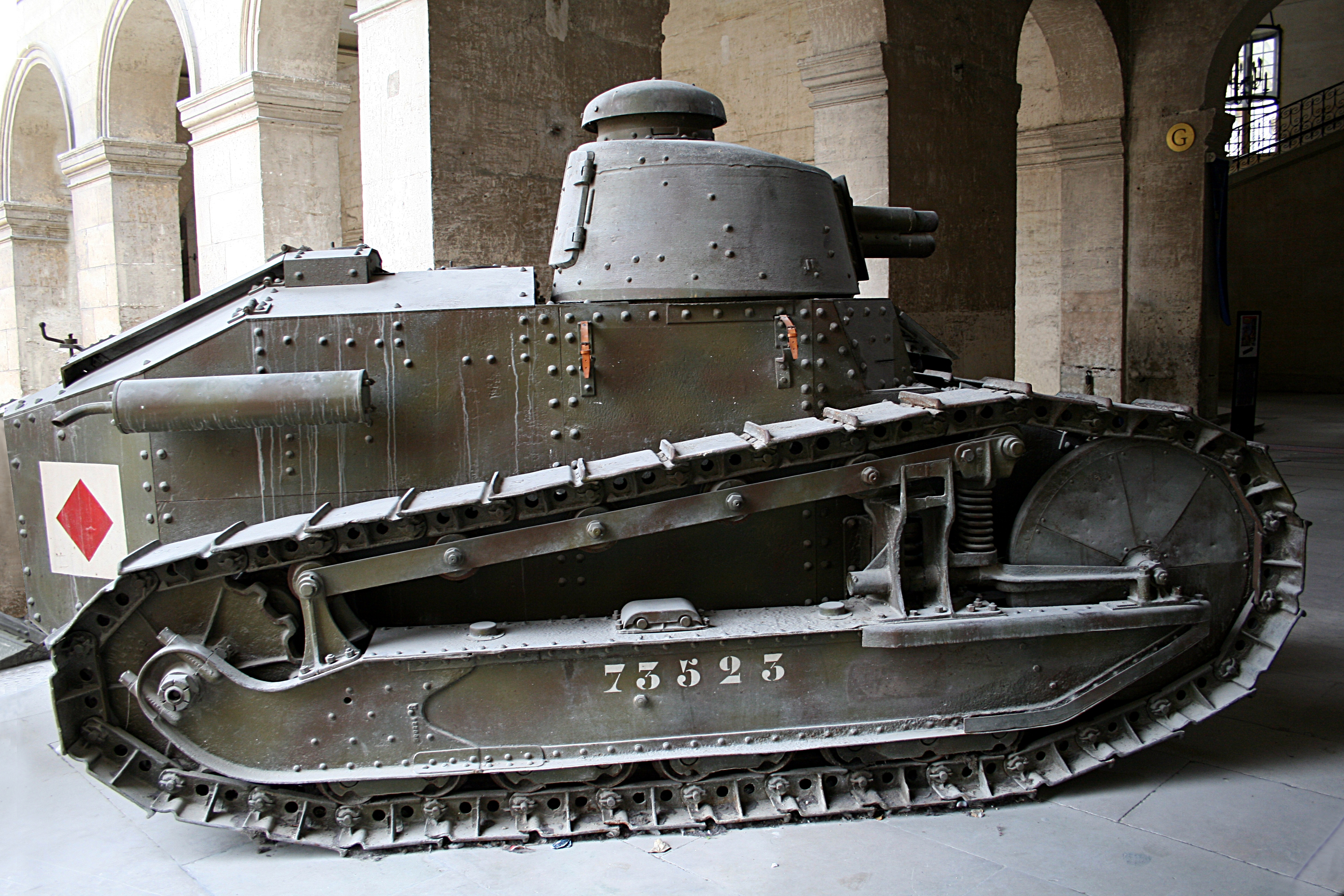
Renault FT aux Invalides, à Paris.
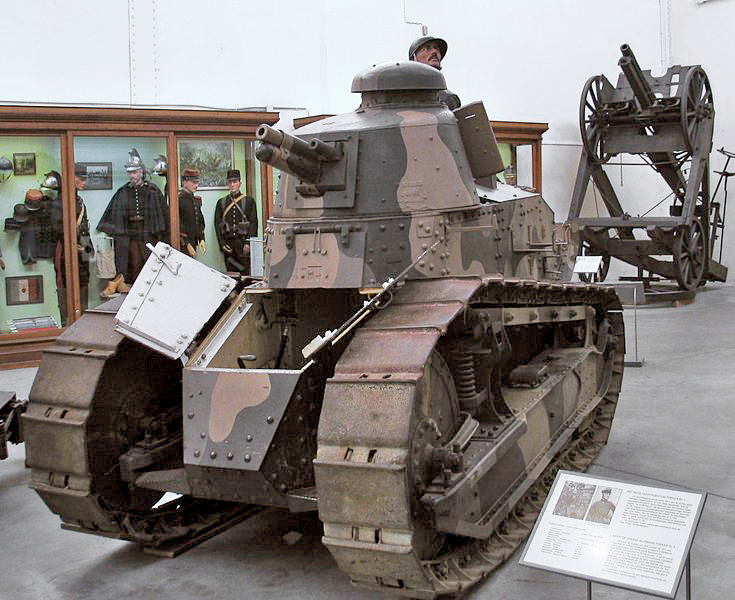
Renault FT au musée royal de l'armée et de l'histoire militaire à Bruxelles.
- Char FT en démonstration en 2012 au musée des blindés de Saumur.

## Dans la culture populaire

### Jeux vidéo

#### World of Tanks
Dans le jeu vidéo World of Tanks :
- Le Renault FT est jouable et est classé comme un char léger français de rang I, il est doté soit d'un canon 37 mm APX SA18 ou d'un canon mitrailleur 13,2 mm Hotchkiss modèle 1930.
- Le Renault NC-31 est jouable et est classé comme un char léger chinois de rang I, il est doté soit d'un canon 37 mm APX SA18 ou d'un canon 37 mm KwK 36L/46.5.
- Le Renault Otsu est jouable et est classé comme un char léger japonais de rang I, il est doté soit d'un canon 37 mm Sogekihou (?) ou d'un canon mitrailleur 13 mm type Ho.
- Le Fiat 3000 est jouable et est classé comme un char léger italien de rang I, il est doté soit d'un canon 37 mm Cannone da 37/40 ou d'un canon 37 mm Cannone da 37/20.
- Le Renault FT AC est jouable et est classé comme un chasseur de chars français de rang II, il est doté d'un canon 25 mm AC SA-L modèle 1937.
- Le Renault FT 75 BS est jouable et est classé comme un canon automoteur français de rang II, il est doté d'un canon 75 mm Blockhaus Schneider.

#### Autres
Dans le jeu Battlefield 1 il est possible de piloter des chars de la Première Guerre mondiale, tels que le FT.

### Télévision
- Un Renault FT apparaît dans l'anime Girls und Panzer dans lequel il est le char drapeau de l'Académie BC Freedom High School.
- Plusieurs FT apparaissent dans l'anime Shūmatsu no Izetta. Ils ont l'air d'être les seuls chars que possède la Principauté d'Eylstadt, ils se font donc décimer par les bombardiers en piqué Stuka et les chars de Germania Panzer III et Panzer IV, ces derniers étant beaucoup plus modernes.